# Cescau (Pirenei Atlantici)
Cescau è un comune francese di 525 abitanti situato nel dipartimento dei Pirenei Atlantici nella regione della Nuova Aquitania.

## Società

### Evoluzione demografica
Abitanti censiti